# Honorine de Glimes Grimberghe
Honorine de Glimes Grimberghe (1615 - 1670) fou comtessa de Boussu.
Dama d'extraordinària bellesa, restà casada primer amb Alfred Maximilià d'Henin, comte de Boussu, i en quedar vídua, s'enamorà d'ella Enric II de Lorena, duc de Guisa, que la va conèixer a Brussel·les, contraent matrimoni l'11 de novembre de 1641, davant el vicari general castrense de l'exèrcit espanyol. En aquest acte s'observaren en aquest acte totes les solemnitats canòniques, però no les legals, el que aprofità el duc de Guisa per desfer-se de la comtessa, quan restà cansat d'ella, al·legant que el matrimoni no havia sigut legal.
L'abandonada esposa tracta de fer valer els seus drets, però fou inútil, i llavors fou concubina del marquès d'Alluyes. El duc de Guisa passà a Roma per fer anul·lar el matrimoni pel Papa, el que no aconseguí, per haver declarat el Pontífex que el matrimoni s'havia contret amb totes les solemnitats canòniques.